# Eudrapa mollis
Eudrapa mollis är en fjärilsart som beskrevs av Walker 1857. Eudrapa mollis ingår i släktet Eudrapa och familjen nattflyn. Inga underarter finns listade i Catalogue of Life.